# جون شاربر
جون شاربر (بالإنجليزية: John Sharper)‏ مواليد 23 أبريل 1984 في أوكلاند، هو لاعب كرة سلة أمريكي. بدأ مسيرته الاحترافية في سنة 2006. يلعب في الدوري المقدوني لكرة السلة. يبلغ طوله 6 قدم 1 بوصة (1.9 م). لعب مع نادي بوديفلنيك لكرة السلة في دوري السوبر الأوكراني لكرة السلة وكاربوش سوكولي في الدوري المقدوني.

## روابط خارجية
- جون شاربر على موقع كرة السلة الأوروبية.كوم (الإنجليزية)
- جون شاربر على موقع كلية كرة السلة في سبورتس رفرنس.كوم (الإنجليزية)
- جون شاربر على موقع ريلجم (الإنجليزية)
- جون شاربر على موقع بروبوليرز (الإنجليزية)